# Laurel et Hardy (série télévisée d'animation)
Pour les articles homonymes, voir Laurel et Hardy.
Laurel et Hardy est une série télévisée d'animation américaine en 156 épisodes de six minutes créée par Hanna-Barbera et diffusée de 1966 à 1967 en syndication, et dont les personnages sont directement inspirés de Laurel et Hardy, le duo comique du cinéma américain créé par Stan Laurel et Oliver Hardy.
En France, seuls 88 épisodes seront doublés en français et diffusés à partir de 1974 sur l'ORTF. Rediffusion en 1976 dans l'émission Samedi est à vous sur TF1. Puis en 1983 dans Récré A2 sur Antenne 2. Au cours des années 1980, le dessin-animé était diffusé en bouche-trou entre deux programmes, ou pour pallier des problèmes techniques. Enfin en 1995 dans Chalu Maureen sur France 2.

## Genèse
En 1961, Larry Harmon acquiert les droits de la ressemblance du célèbre duo de comédie Laurel et Hardy auprès de Stan Laurel et Lucille Hardy, veuve d'Oliver Hardy. Ces droits sont destinés à produire des bandes dessinées reproduisant les traits des deux héros. Quand meurt Stan laurel (sept ans après Oliver Hardy) en 1965, les productions Hanna-Barbera décident de créer la même année une série animée en hommage au duo comique le plus célèbre du cinéma. Leur longue carrière avait débuté avec le cinéma muet et s'était achevée en 1951. La série télévisée, produite par David L. Wolper et mettant en scène les personnages de Laurel et Hardy, est mise en chantier. Après un court procès, les protagonistes trouvent un modus vivendi et la série est diffusée à partir de 1966. Larry Harmon sera associé à la production et doublera la voix du personnage de Laurel.

## Synopsis
Laurel et Hardy sont deux dignes vagabonds qui survivent comme ils peuvent. Laurel est naïf, poltron et maladroit tandis que son ami Hardy, plus autoritaire, est celui qui prend toujours les directives. Tout irait bien si Laurel ne se mêlait pas des affaires de son compagnon : il fait systématiquement capoter, malgré sa bonne volonté, toutes les bonnes idées de Hardy, et provoque catastrophe sur catastrophe dont Hardy subit toujours les conséquences ... 

## Fiche technique
- Titre original : Laurel and Hardy
- Titre français : Laurel et Hardy
- Réalisateur : Joseph Barbera, William Hanna
- Scénaristes : Joseph Barbera, William Hanna
- Musique : Hoyt S. Curtin
  - Générique original : instrumental composé par Jerry Livingston et Leonard Adelson.
  - Générique français : interprété par Philippe Dumat et Jean-Louis Maury
- Production : William Hanna, Joseph Barbera
- Sociétés de production : Hanna-Barbera Productions, David L. Wolper Productions
- Pays d'origine : États-Unis
- Langue : anglais
- Nombre d'épisodes : 156 (1 saison)
- Durée : 6 minutes

### Voix françaises
- Philippe Dumat  : Laurel
- Jean-Louis Maury : Hardy

### Voix américaines
- Larry Harmon : Stan Laurel
- Jim MacGeorge : Oliver Hardy
- Hal Smith : les escrocs
- Don Messick : Hurricane Hood
- Janet Waldo : diverses voix féminines

## Épisodes
À noter : 88 épisodes ont été diffusés en France. Les épisodes comportant un titre français ont été doublés.
1. Copie conforme (Can't Keep A Secret Agent)
2. Une tondeuse dangereuse (How Green Was My Lawn Mower)
3. Une vie de chien (Mutt Rut)
4. Toujours dans La Lune (Missile Hassle)
5. Deux têtes valent mieux qu'une (No Moose Is A Good Moose)
6. Une mine d'or ce bandit masqué ou Panique dans la prairie (Prairie Panicked)
7. Les Pompiers gaffeurs (False Alarms)
8. Les Zéros de l'aviation (High Fly Guys)
9. Un taureau dans le moteur (The Bullnick)
10. Ball Maul
11. Manipuler avec soin (Handle With Care)
12. Hill Billy Bullies
13. Un nettoyage empoissonnant (Babe's In Sea Land)
14. Un vrai singe, ce bébé (Sitting Roomers)
15. La Souris n'est pas invitée (You & Your Big Mouse)
16. Dans la course (Hot Rod Hardy)
17. Pas nette, cette planète (Rocket Wreckers)
18. Les Rois de l'arène (Rome Roamers)
19. Un éléphant qui trompe (Crash & Carry)
20. Les Détectives privés de tout (Defective Story)
21. Une princesse de rêve (Knight Mare)
22. Tapis volant, tapis vole (Desert Knight)
23. L'Hypnotiseur hypnotisé (Fancy Trance)
24. Le Porte-à-porte (Tale Of A Sale)
25. Panique automatique (Auto Matic Panic)
26. Les Naufragés naufrageurs (Shiver Mr. Timbers)
27. La Loi de l'espace (Suspect In Custody)
28. Un ours bien léché (Big Bear Bungle)
29. Petit, petit, petit (Shrinking Shrieks)
30. La Doublure de la doublure (Stand Out, Stand In)
31. Auto-destruction (Bond Bombed)
32. C'est pas sorcier d'attraper le sorcier (Mounty Rout)
33. Rusé comme un renard (What Fur ?)
34. Une photo prise sur le vif (Camera Bugged)
35. Une fuite qui fait fuir (Plumber Pudding)
36. L'Invisible a été vu (Spook Loot)
37. Docteur Laurel et Mister Hardy (Cooper Bopper)
38. Un robot roublard (Robust Robot)
39. Rage de dents dangereuse (Vet Fret)
40. Laurel des villes et Laurel des champs (Feud For Thought)
41. Un chiot au chaud (Love Me Love My Puppy)
42. Un oiseau rare (Squawking Squatter)
43. Les Saccophores (Goofy Gopher Goof-Up)
44. Un déguisement naturel (Sassy Sea Serpent)
45. Un avion migrateur (Wacky Quackers)
46. Campagne contre le bruit (Country Buzzin')
47. Un sommeil mouvementé (Naps And Saps)
48. Un métier dangereux (Truant Ruined)
49. Laissez-les glousser (Always Leave 'Em Gigglin')
50. Une vie de Pacha (Bad Day In Baghdad)
51. Erreur d'identité (The Missing Fink)
52. Titre français inconnu Badge Budgers
53. Les Bonnes Capes (Good Hoods)
54. Deux pour le corbeau (Two For The Crow)
55. Refuge animalier (Animal Shelter)
56. Ring A Ding King
57. Magie tragique (Tragic Magic)
58. Seins de haricots (Beanstalk Boobs)
59. Les Lutins sauteurs (Leaping Leprechaun)
60. Haut et bas (Up And Downs)
61. La Petite Aide venue de Mars (Mars Little Helper)
62. Mauvais génie (The Genie was Meanie)
63. Touristes en uniforme (Tourist Trouble)
64. Couvre-feu pour les enfants (Curfew For Kids)
65. Lion Around
66. Tirer au coucher du soleil (Shoot Down at Sundown)
67. Ali Baba sans les quarante voleurs (Ali Boo Boo)
68. Piqué au vif (Horse Detectives)
69. Les Deux Mousquetaires (The Two Musketeers)
70. Un fantôme vivant (Ghost Town Clowns)
71. Joe la tornade (Hurricane Hood)
72. Une surprise explosive (Ride And Seek)
73. Drôle de réaction (Shoe Shoe Baby)
74. La Télé de la paix (Tee Pee TV)
75. Des individus suspects (Train Strain)
76. Une fête monstre (Monster Bash)
77. En pique-nique (Say Uncle Ants)
78. Petit chat deviendra grand (Kitty Pity)
79. Gelée d'oseille (Frigid-Ray-Gun)
80. Un crapolisson (Frog Frolic)
81. De la poudre aux yeux (Shutter Bugged)
82. A en perdre Le Nord (Southern Hospitality)
83. Circus Run Aways
84. Des assureurs assurés (Pie In The Sky)
85. Un service impeccable (Witch Switch)
86. Il revient de loin (Sign Of The Times)
87. Pantoufle glissante (Slipper Slip Up)
88. Un restaurant qui tombe à l'eau (Two Many Cooks)
89. Une démonstration de professionnels (Dingbats)
90. Elle est forte cette petite puce (Flea's A Crowd)
91. Un costume indestructible (We Clothe at Five)
92. Le Diamant de Gros-Richard (Quick Change)
93. Un catcheur de l'âge de pierre (The Stone Age Kid)
94. Un garçon charmant (Whing-A-Ding)
95. Des arboriculteurs véreux (Mistaken Identi-Tree)
96. Un simple petit termite (Termite Might)
97. Un goût de miel (Too Bee Or Not To Bee)
98. Rire interdit (Laff Staff)
99. Un perroquet trop bavard (Pet Shop Polly)
100. Tex Laurel au Texas (Rodeo Doug)
101. La Malle a pris le malappris (Riverboat Detectives)
102. Pas facile à saisir (Try And Get It)
103. Un accident est si vite arrivé (Unhealthy Wealthy)
104. L'honnêteté ne paie pas (Honesty Always Pays)
105. La Petite vient en mangeant (Plant Rant)
106. Le Paquet surprise (Sky High Noon)
107. Devenir dur (Get Tough)
108. Journal intime (Handy Dandy Diary)
109. Jumpin Judo
110. La Cachette (Gold Storage)
111. La malchance commence à tourner (Lots Of Bad Luck)
112. Le Gâteau (They Take The Cake)
113. Kangaroo Kaper
114. Réservé aux oiseaux (Strictly For The Birds)
115. The Finks Robbery
116. Cerveaux d'oiseaux (Bird Brains)
117. Oiseaux d'une plume (Birds Of A Feather)
118. Switcheroony
119. Les Seins de bowling (Bowling Boobs)
120. Bon sens (Horsey Sense)
121. Mélange mécanique (Mechanical Mix-up)
122. Chien fatigué (Dog Tired)
123. Goofer Upper Golfers
124. Randonneurs (Wayout Campers)
125. Les jours difficiles fonctionnent (Hard Days Work)
126. Mon ami est un inventeur (My Friend The Inventor)
127. Escalade de gratte-ciel (Sky Scraper Scape)
128. Fair-play (Fair Play)
129. Fly-Foot Flat-Feet
130. Le roi au bois dormant (Sleepy King)
131. Une vraie femme vivante (A Real Live Wife)
132. Le Bustier (The Ruster Buster)
133. Le Tyran de babouin (Baboon Tycoon)
134. Stupeur-man (Stuporman)
135. Roue et joint(Wheel And Deal Seal)
136. Histoire d'eau (Wishy Washy Fishy Tale)
137. Bois de sciage (Lumber Jerks)
138. C'est le show-biz (That's Show Biz)
139. Le loup déguisé en agneau (Wolf In Sheeps Clothing)
140. Un appel de vêtements (A Clothes Call)
141. En montant de la montagne à cheval (Boot Hill Bill)
142. Stop Action Faction
143. Règle moléculaire (Molecule Rule)
144. Mannequin de maman (Mummy Dummy)
145. Peek A Boo Pachyderm
146. La mouche-espion (Fly Spy)
147. Franken Stan
148. Spectacle de marionnettes (Puppet Show Down)
149. Mal à l'aise (Madcap Mischief)
150. Nitey Knight
151. Flight Of The Bumble-Brains
152. Salt Water Daffy
153. Secret Agents 000
154. Flipped Van Winkles
155. From Wrecks To Riches
156. Truant Or Consequences

## Autour de la série
- Directement inspirée des courtes comédies burlesques des vrais Laurel et Hardy et des bandes dessinées produites par Larry Harmon, cette série télévisuelle est une bonne illustration de la méthode de production à la chaîne de dessins animés pour la télévision mise au point dans les années soixante par Hanna-Barbera Studios (devenu Cartoon Network Studios).

- Au générique musical original, l'adaptation française ajoutera des paroles pour la chanson du générique américain (« C'est moi Laurel, c'est toi Hardy, c'est toi le gros et moi le petit ... ») sur l'air de Dance of the Cuckoos, la mélodie adoptée par Laurel et Hardy au cinéma.

## DVD (France)
L'intégrale du dessin animé Laurel et Hardy en coffret de 4 DVD ; Label : Showshank Films ; sortie : 6 novembre 2012. Référence : ASIN : B008R3JOF4 (À noter : le coffret comporte également des épisodes totalement inédits en version originale sous-titrée).